# ماسایا هوندا
ماسایا هوندا (انگلیسی: Masaya Honda؛ زادهٔ ۲۰ نوامبر ۱۹۷۳) بازیکن فوتبال اهل ژاپن است.